# Asalto al Fuerte Mosé
El asalto al Fuerte de Santa Teresa de Mosé (hoy día Fort Mose, y para la historiografía británica llamado El Sangriento Mose, o el Sangriento Moosa en su tiempo) fue una importante acción de la guerra del Asiento, que tuvo lugar el 26 de junio de 1740. 
Una columna española compuesta por 300 hombres entre tropas regulares, milicias de esclavos liberados e indios auxiliares, al mando del Capitán Antonio Salgado, atacó la posición estratégicamente crucial del Fuerte Mosé, ocupado por 170 soldados británicos al mando del coronel John Palmer como parte de la ofensiva de James Oglethorpe para capturar San Agustín. Tomada por sorpresa, la guarnición británica resultó virtualmente aniquilada. El propio Palmer, tres capitanes y tres tenientes estuvieron entre las tropas británicas caídas en combate. Después de la batalla el fuerte fue destruido y no se reconstruyó hasta 12 años más tarde.

## Antecedentes
Situado dos millas al norte de San Agustín, en el extremo norte de Florida –entonces territorio español– cerca de Carolina del Sur, el Fuerte Mosé fue establecido en 1738 por esclavos negros huidos de la colonia británica de Georgia, a quienes España otorgó su libertad. El nuevo fuerte, que fue el primer asentamiento de negros libres en Norteamérica, consistía en una iglesia, una muralla con algunas torres, y unas veinte casas habitadas por un centenar de personas. Los hombres fueron movilizados como una milicia española por el Gobernador Manuel de Montiano, y puestos bajo el mando del Capitán Francisco Menéndez, un negro liberado con experiencia militar. La milicia del Fuerte Mosé se convirtió pronto en una unidad bien entrenada, del mismo modo que San Agustín disponía de un cuerpo de milicia compuesto por negros liberados y mulatos desde 1683.

## Batalla
Al comenzar la Guerra del Asiento en 1739, el general James Oglethorpe, Gobernador de Georgia, animado por ciertas incursiones exitosas en la frontera, decidió organizar una importante expedición para capturar San Agustín a los españoles. Tropas regulares de Carolina del Sur y Georgia, voluntarios de la milicia, unos 600 aliados indios Creek y Uchise y unos 800 esclavos negros como auxiliares componían la expedición, que era apoyada desde el mar por siete barcos de la Real Armada Británica (Royal Navy).
Montiano, que sólo disponía de unos 600 hombres incluyendo algunos refuerzos llegados recientemente desde Cuba, se vio forzado a resistir atrincherado, aunque en algunas ocasiones atacó las líneas británicas por sorpresa.
Al acercarse a San Agustín, una columna británica al mando del coronel John Palmer, compuesta de 170 hombres pertenecientes a la milicia colonial de Georgia, el 42 Regimiento Highlander escocés de infantería y los nativos aliados auxiliares, rápidamente ocuparon Fuerte Mosé, situado estratégicamente en una ruta vital. El fuerte había sido previamente abandonado por orden de Manuel de Montiano, debido al asesinato de algunos de sus habitantes por indios aliados de Gran Bretaña.
Montiano, que sabía de la importancia estratégica del fuerte, decidió recobrarlo. Al amanecer del 25 de junio, el Capitán Antonio Salgado se puso al frente de tropas regulares españolas, esclavos liberados mandados por Francisco Menéndez e indios amigos en un ataque por sorpresa a Mosé. El asalto comenzó dos horas antes de que los soldados británicos se despertasen, de modo que no pudieran preparar sus armas para la defensa. Unos 70 de ellos murieron en un combate cuerpo a cuerpo con espadas y mosquetes.

## Consecuencias
La victoria española en Fuerte Mosé desmoralizó a las fuerzas británicas, demasiado divididas, y supuso un factor significativo en la retirada de Oglethorpe a Savannah. A finales de junio San Agustín fue reforzado desde La Habana y los barcos de la Real Armada Británica abandonaron a sus fuerzas terrestres. El Gobernador Montiano felicitó a la milicia de negros liberados por su valentía,  y aunque Fuerte Mosé había quedado destruido durante el asalto, sus habitantes se instalaron en San Agustín durante la siguiente década como ciudadanos libres e iguales.